# Cantón de Saint-Calais
El cantón de Saint-Calais es una división administrativa francesa, situada en el departamento de Sarthe y la región de Pays de la Loire.
Este cantón se organiza alrededor de la población de Saint-Calais en el distrito de Mamers. Dispone de una altitud media de 123 metros siendo de 64 metros en Bessé-sur-Braye que es la parte más baja y de 182 metros en Montaillé.

## Composición
El cantón de Cotignac incluye catorce comunas:
- Bessé-sur-Braye
- La Chapelle-Huon
- Cogners
- Conflans-sur-Anille
- Écorpain
- Évaillé
- Marolles-lès-Saint-Calais
- Montaillé
- Rahay
- Saint-Calais
- Sainte-Cérotte
- Saint-Gervais-de-Vic
- Sainte-Osmane
- Vancé

## Demografía
La evolución de su población en los últimos años ha sido:
| 1962   | 1968   | 1975   | 1982   | 1990   | 1999   | 2006   |
| ------ | ------ | ------ | ------ | ------ | ------ | ------ |
| 11.200 | 12.143 | 11.876 | 11.547 | 11.097 | 10.577 | 10.303 |